# زيريند
زيريند هي قرية تقع في إقليم أراد في رومانيا. تبعد عن أراد 56 كم.

## السكان
حسب إحصائيات 2002 بلغ عدد سكان القرية 1,466 نسمة.